# Паттерсон, Роберт (генерал)
Роберт Паттерсон (Robert Patterson; 12 января 1792 – 7 августа 1881) — американский военный деятель ирландского происхождения, участник Мексиканской войны и Гражданской войны. Известен в основном тем, что не смог удержать армию Джозефа Джонстона в долине Шенандоа, позволил ему присоединиться к армии Борегара под Манассасом, из-за чего северяне проиграли первое сражение при Булл-Ран.

## Ранние годы
Паттерсон родился в местечке Каппах, в графстве Тирон в Ирландии. Его семья была изгнана из Ирландии за участие в восстании 1798 года. В 1799 году он переехал в Америку, где в раннем возрасте занялся банковским делом. Пройдя обучение в местных школах, Паттерсон стал клерком в Филадельфии. Когда началась война 1812 года, он вступил добровольцем в пенсильванское ополчение и дослужился от звания капитана до звания полковника 2-го Пенсильванского полка ополчения. После этого он перешёл в федеральную армию и служил в квартирмейстерском департаменте, откуда ушёл в отставку в 1815 году в звании капитана. После войны он вернулся в коммерцию и основал несколько фабрик. Так же Паттерсон участвовал в политической жизни Пенсильвании. Он был одним из тех, кто номинировал Эндрю Джексона в кандидаты в президенты.
Паттерсон так же служил командиром пенсильванского ополчения. В 1838 году он участвовал в подавлении антиаболиционистского мятежа в Филадельфии. В 1844 году он подавлял филадельфийское восстание против ирландских католиков.

## Мексиканская война
Когда началась Мексиканская война, Патерсон получил звание генерал-майора добровольцев и стал командовать 2-й дивизией Оккупационной армии во время экспедиции в Тампико. Когда администрация президента стала планировать наступление на Мехико из Веракруса, Паттерсон был одним из первых кандидатур на роль командующего армии. Однако, он не был урождённым американцем и по этой причине не мог бы в случае успеха стать кандидатом в президенты от демократической партии. Паттерсон устраивал президента как убеждённый демократ, но его боевой опыт был недостаточным и, кроме того, его назначение привело бы к отставке Тейлора и Скотта. Кроме того, выяснилось, что он не пользуется доверием армии.
Паттерсон принял участие в этой экспедиции в роли дивизионного командира. Он участвовал в осаде Веракруса и в походе на Мехико, где участвовал в сражении при Серро-Гордо и был ранен. 11 апреля 1847 года, когда американская армия встретила мексиканцев у Серро-Гордо, Паттерсон был старшим офицером на поле боя, но он был болен и поручил командование генералу Твиггсу. Он так же послал лейтенанта Борегара на разведку местности, и Борегар нашёл удобный путь в обход позиций мексиканцев. Твиггс всё же решил атаковать с фронта, и тогда Паттерсон по совету Борегара отложил наступление на несколько дней до прибытия генерала Скотта. 
Несмотря на ранение он участвовал в преследовании мексиканской армии и первым вступил в Халапу. Во время пребывания в Халапе Паттерсон вернулся в США вместе с теми частями, срок службы которых истёк. Он снова вернулся к коммерции в Пенсильвании, где основал 30 хлопковых фабрик. Он стал одним из крупнейших фабрикантов в США и снова вернулся в политику.

## Гражданская война
19 апреля 1861 года был сформирован Департамент Пенсильвания и Петтерсон был назначен его командиром в звании генерал-майора. В его распоряжении в апреле были 20 пенсильванских пехотных полков. В мае в его распоряжение передали пенсильванскую бригаду Джорджа Томаса. В июне его полки были сведены в две дивизии и 9 независимых полков. В июле его "Армия Шенандоа" состояла из трёх дивизий:
- Дивизия Джорджа Кадвалладера
- Дивизия Уильяма Кейма
- Дивизия К. П. Сандфорта

В начале июня армия Паттерсона стояла в Чамберсберге, накапливая силы и готовясь к наступлению. 15 июня она выступила из Чамберсберга на Хагерстаун. Армия насчитывала около 18 000 человек, а у южан в Харперс-Ферри имелось всего около 7 000. Ещё 13 июня  авангард армии Макклелана, около 2 000 человек, пришёл в Ромни..
Наступление Паттерсона на Хагерстаун и наступление на Ромни вынудило Джонстона покинуть Харперс-Ферри. Утром 16 июня авангарды Паттерсона перешли Потомак у Уильямспорта и двинулись на Мартинсберг. Генерал Джозеф Джонстон решил привести армию к Банкер-Хилл, чтобы помешать соединиться армиям Паттерсона и Макклеллана. В 09:00 Джонстон свернул лагерь, прошел через Банкер-Хилл и встал лагерем на Милл-Крик. 17 июня его армия заняла позицию на удобной для обороны высоте около Мартинсберга. Но в полдень пришли известия, что Паттерсон вернулся за Потомак. Это произошло потому, что отряд Уоллеса в Ромни запросил усиления, и Паттерсон отправил ему дополнительно пять пехотных полков. Джонстон продолжил отступать к Винчестеру, где встал лагерем в 3 милях от города на Мартинсбергской дороге, но оставил на берегах Потомака кавалерийские пикеты Джеба Стюарта.
22 июня Джонстон получил письмо от президента: тот писал, что Паттерсон может начать наступление через Блу-Ридж на Лисберг и далее к Манассасу во фланг армии Борегара и в этом случае Джонстон должен атаковать его во фланг и постараться при содействии Борегара разгромить Паттерсона.
30 июня Паттерсон окинул Хагерстаун вместе со всей своей армией и двинулся на Вирджинию двумя колоннами: одна намеревалась перейти Потомак у Дамбы №4, а вторая — у Уильямспорта. Обе должны были встретиться в Хайнесвилле. Однако, перейти Потомак у дамбы на удалось, поэтому в итоге вся армия 2 июля перешла Потомак у Уильямспорта, направившись оттуда к Мартинсбергу. Бригада Негли была выделена для охранения правого фланга. Утром произошло небольшое сражение при Хукс-Ран, которое стало первым сражением в долине Шенандоа.
На закате 2 июля южная Армия Шенандоа собралась у Дарксвилла. Она развернулась в боевой порядок, ожидая наступления и атаки федеральной армии, и простояла на этой позиции 4 дня. Но Паттерсон занял Мартинсберг и не стал наступать далее. Атаковать его в Мартинсберге Джонстон счёл невыгодным, поэтому отвёл всю свою армию — около  9 000 человек — к Винчестеру.
15 июля Паттерсон выступил из Мартинсберга на Банкер-Хилл, а 17 июля выдвинулся на винчестерскую дорогу. Наблюдая за его манёврами, Джонстон решил, что Паттерсон собирается пройти через Берривилл и оказаться между армиями Джонстона и Борегара, блокируя тем самым Джонстона в долине. 18 июля в 01:00 Джонстон узнал от генерала Купера, что армия Макдауэлла наступает на Манассас, а через полчаса пришла телеграмма от Борегара с просьбой о помощи. Джонстон решил, что от его армии в долине будет не более пользы, чем в Манассасе, однако, он размышлял о том, как лучше поступить: атаковать Паттерсона или же ускользнуть из долины незаметно. Второй способ был сочтён наиболее быстрым и безопасным. В 09:00 Стюарт донёс Джонстону, что Паттерсон стоит в Смитфилде на безопасном расстоянии от дороги на Манассас. Тогда Джонстон велел оставить всех больных (около 1700 человек) в Винчестере под охраной местного ополчения, а Стюарту приказал перекрыть все пути к армии Паттерсона и до ночи не позволять никаким новостям просочиться к противнику, а ночью отступать через Эшби-Гэп. (Стюарт выполнил задание так хорошо, что Патерсон ничего не узнал до 12 июля)
В полдень 18 июля армия Джонстона покинула Винчестер. Паттерсон оставался в Мартинсберге. Еще 8 июля он задумал наступление на Винчестер, собрал военный совет, но его бригадные генералы в силу различных причин сочли такое наступление слишком опасным. Было решено, что армию надо отвести к Шефердстауну или Харперс-Ферри, откуда она сможет эффективно угрожать Джонстону. 12 июля Паттерсон написал в Вашингтон, что беспокоится за безопасность своей позиции, тем более, что разгром его армии в долине скажется на всех остальных фронтах. В тот же день он узнал, что генерал Макклеллан разбил противника при Рич-Миунтин, но все равно остался при мнении, что его армией рисковать нельзя.
16 июня Паттерсон привел армию в Банкер-Хилл, но обнаружил, что у его рядовых истекает срок службы. Его полки в любой момент могли сложить оружие и уйти домой, и наступать в таком положении он считал невозможным. 18 июля Паттерсон трижды отправлял в Вашингтон сообщения о том, что он удерживает Джонстона в Винчестере, несмотря на его превосходящие силы. 21 июля он сообщил, что армия Джонстона покинула Винчестер, но он не может ее преследовать, потому что у его полков истекли сроки службы.

## Послевоенная деятельность
Покинув службу, Паттерсон вернулся к хлопковому бизнесу и в 1861 году написал книгу A Narrative of the Campaign in the Valley of the Shenandoah, которая была опубликована в 1865 году. С 1847 по 1881 году он  был президентом Ацтекского клуба, а с 1867 по 1881 был членом военного ордена "Military Order of the Loyal Legion of the United States". Он так же был доверенным лицом Колледжа Лафайет (1826-1835).
Он умер в Филадельфии и был похоронен на Лоурелл-Хилл-Семетери. После его смерти, дом Паттерсона на Локаст-Стрит был куплен Историческим Обществом Пенсильвании и сделан резиденцией общества. Он был снесён между 1905 и 1909 годами.

## Семья
Паттерсон был женат на Саре Энн Энгл (1792 - 1875). В их семье было шесть детей:
- Мэри Энгл Паттерсон (1818 - 1874), замужем за генералом Джоном Эберкромби[англ.]
- Фрэнсис Энгл[англ.] (1821 - 1862) - бригадный генерал федеральной армии.
- Сьюзан Эммет (1823 - 1897), замужем за Джеймсом Сноуденом[англ.]
- Роберт Эммет (1830 - 1906) - выпускник Вест-Пойнта, командир 115-го Пенсильванского пехотного полка.
- Уильям Хьюстон (1832 - 1904)
- Луиза (1840 - 1905), замужем за майором Джозефом Уорнером Линдом